# Amihai Mazar

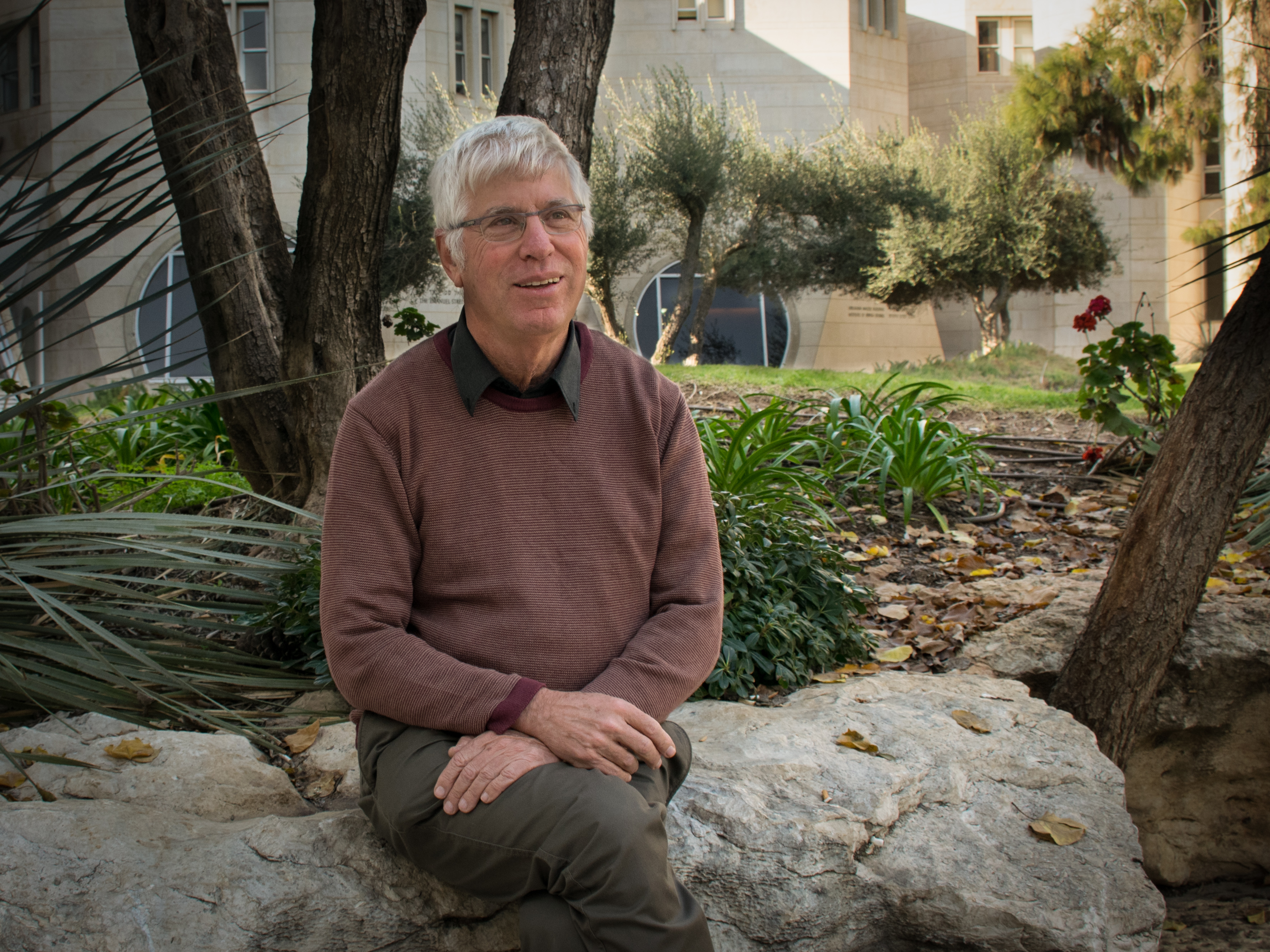
Amihai Mazar

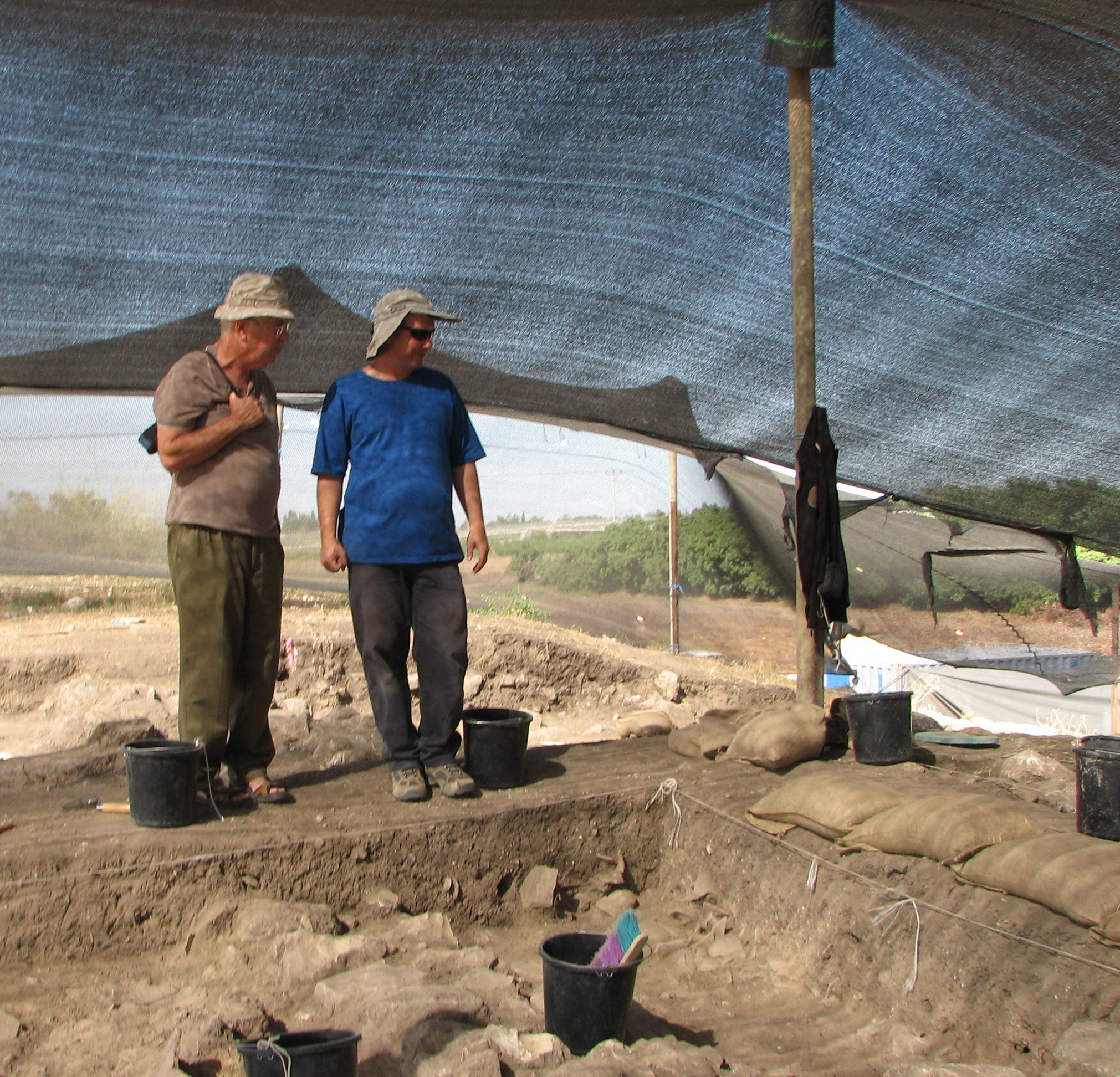
À esquerda, o professor Amihai Mazar

Amihai "Ami" Mazar (em hebraico:  עמיחי מזר ; nascido em 19 de novembro de 1942) é um arqueólogo israelense. Nascido em Haifa, Israel (então o Mandato Britânico da Palestina), ele é desde 1994 professor no Instituto de Arqueologia da Universidade Hebraica de Jerusalém, ocupando a cadeira Eleazer Sukenik na Arqueologia de Israel.
Mazar é um autor no campo da arqueologia bíblica, sua Arqueologia da Terra da Bíblia é um texto usado em muitas universidades (por exemplo, ENMU - Universidade do Novo México Oriental, curso RELG 433, Arqueologia Bíblica).  
Mazar é casado, tem três filhos e reside em Jerusalém. Ele é sobrinho de Benjamin Mazar, um da primeira geração de arqueólogos israelenses pioneiros após a Independência e primo do companheiro arqueólogo Eilat Mazar.

## Escavações arqueológicas
Mazar dirigiu escavações arqueológicas em vários locais em Israel que incluem:
- Tell Qasile
- Timna (Tel Batash) - 1977-1989
- Bull Site - de 1978-1981
- Bet She'an - de 1989 a 1996
- Rehov (Tel Rehov) - a partir de 1997 (em andamento)

### Colméias antigas
Enquanto escavava a antiga cidade de Rehov Mazar, descobriu 30 colméias intactas, datadas de 900 A.C., época em que a cidade tinha cerca de 2.000 habitantes. As colméias, feitas de palha e argila não cozida, foram encontradas em fileiras ordenadas e podem ser as colméias completas mais antigas já descobertas.

## Publicações

### Monografias
- Excavations at Tell Qasile, Part One. The Philistine Sanctuary: Architecture and Cult Objects (Qedem 12). Jerusalem: The Hebrew University of Jerusalem 1981.
- Excavations at Tell Qasile, Part Two. Various Finds, The Pottery, Conclusions, Appendices (Qedem 20). Jerusalem: The Hebrew University of Jerusalem 1985.
- Archaeology of the Land of the Bible, 10,000–586 B.C.E., Anchor Bible Reference Library, Doubleday, 1990. ISBN 0-385-23970-X (Hbk) ISBN 0-385-42590-2 (Pbk)
- Timnah – A Biblical Town in the Sorek Valley. Winona Lake 1995 (with G. L. Kelm).
- Timnah (Tel Batash) I: Stratigraphy and Architecture (Qedem 37). Jerusalem 1997.
- Timnah (Tel Batash) II: The Finds from the First Millennium BCE (Qedem 42). Jerusalem 2001 (with N. Panitz-Cohen).
- Excavations at Tel Beth-Shean 1989–1996, Volume I. From the Late Bronze Age IIB to the Medieval Period. Jerusalem 2006.
- Excavations at Tel Beth-Shean 1989–1996, Volume II: The Middle and Late Bronze Age Strata in Area R, (editor with Robert Mullins). Jerusalem 2007.
- The Quest for the Historical Israel, (Archaeological and Biblical Studies 17) (with Israel Finkelstein, editor Brian B. Schmidt), Atlanta 2007.

### Artigos
- "The Excavations at Tel Beth-Shean", Eretz-Israel 21 (1990), pp. 197–211 (in Hebrew).
- "Temples of the Middle and Late Bronze Ages and the Iron Age", in Kempinski, A. & Reich, R. (eds), The Architecture of Ancient Israel from the Prehistoric to the Persian Periods – in Memory of Immanual (Munya) Dunayevsky, Jerusalem: IES, (1992), pp. 161–187.
- "The Excavations at Tel Beth-Shean in 1989–1990", in Biran, A. & Aviram, J. (eds), Biblical Archaeology Today, 1990 – Proceedings of the Second International Congress on Biblical Archaeology, Jerusalem, 1990, Jerusalem: IES, (1993), pp. 606–619.
- "Beth Shean in the Iron Age: Preliminary Report and Conclusions of the 1990–1991 Excavations", IEJ 43.4 (1993), pp. 201–229.
- "Four Thousand Years of History at Tel Beth-Shean", Qadmoniot 27.3-4 (1994), pp. 66–83 (in Hebrew).
- "Four Thousand Years of History at Tel Beth-Shean – An Account of the Renewed Excavations", BA 60.2 (1997), pp. 62–76.
- "The Excavations at Tel Beth Shean during the Years 1989-94", in Silberman, N.A. & Small, D. (eds), The Archaeology of Israel – Constructing the Past, Interpreting the Present, [JSOT Supplement Series 237], Sheffield: Sheffield Academic Press, (1997), pp. 144–164.